# Hemimycale
Genre
Hemimycale est un genre d'éponges de la famille Hymedesmiidae. Les espèces de ce genre sont marines.

## Liste d'espèces
Selon World Register of Marine Species (25 mai 2016) :
- Hemimycale arabica Ilan, Gugel & van Soest, 2004
- Hemimycale columella (Bowerbank, 1874)
- Hemimycale insularis Moraes, 2011
- Hemimycale rhodus (Hentschel, 1929)